# Hard Reset (The Word Alive)
Hard Reset è il settimo album in studio del gruppo musicale statunitense The Word Alive, pubblicato il 25 agosto 2023 dalla Thriller Records.

## Tracce
1. The Word Alive Is Dead... – 2:42
2. Hard Reset – 3:29
3. Strange Love – 3:58
4. One of Us (feat. Noah Sebastian di Bad Omens) – 3:43
5. New Reality – 2:56
6. Hate Me (feat. Julian Comeau di Loveless) – 3:41
7. Slow Burn – 3:43
8. Fade Away (feat. Craig Mabbitt di Escape the Fate) – 4:00
9. A New Empty (feat. Philip Strand di Normandie) – 3:26
10. Static Rain – 3:27
11. Invisible Army – 3:20
12. Nocturnal Future – 4:32
13. War with You (feat. Matt Good di From First to Last) – 4:03

## Formazione
- Tyler Smith – voce, tastiera
- Jose DelRio – chitarra, cori, tastiera, programmazioni, basso
- Zack Hansen – chitarra, cori, tastiera, programmazioni, basso
- Daniel Nelson – batteria, percussioni

Altri musicisti
- Noah Sebastian – voce (traccia 4)
- Julian Comeau – voce (traccia 6)
- Craig Mabbitt – voce (traccia 8)
- Philip Strand – voce (traccia 9)
- Matt Good – voce (traccia 13)